# Алексис Форд
Алексис Форд (на английски: Alexis Ford) е артистичен псевдоним на американската порнографска актриса Даниъл Легрий (Danielle Lagree).

## Ранен живот
Родена е на 24 април 1988 г. в Ню Йорк, САЩ. Израства в квартал Риджууд, административен район Куинс в град Ню Йорк. Посещава католическо училище в Куинс, а по-късно и училище за медицински сестри в Маями.
Работи известно време като стриптизьорка.
Има по-голяма сестра, която през 2002 г. се изявява като еротичен модел с псевдонима Елита Мур. Именно сестра ѝ я насочва към порнографията.

## Кариера
Първоначално снима голи фотосесии за фотографи като Стивън Хайкс, Сюзи Рандал и Холи Рандал, а след това започва да прави порнографски сцени само с момичета, като дебюта ѝ в сцена е с Лекси Бел.
През септември 2009 г. подписва ексклузивен договор с компанията „Адам и Ева“. Първият филм, който снима за тази компания, е „Америка направи: Алексис Форд“. В него тя прави и първата си секс сцена с мъж, като ѝ партнира Мистър Пит.
Форд е трофейно момиче по време на церемонията по връчване на наградите на AVN през януари 2010 г. в Лас Вегас.
През октомври 2010 г. удължава с още една година договора си с „Адам и Ева“.
През 2012 г. печели титлата „Пентхаус любимка“ за месец юни.
По-късно, през същата година, Форд започва да работи като свободен агент, без да има договор с компания, и снима първите си сцени с анален секс, междурасов секс и двойно проникване във филма „Тъмната страна на Алексис Форд“ на компанията „Джулс Джордан видео“.
През 2013 г. снима първата си генгбенг сцена, в която прави секс с шестима мъже. Сцената е част от филма „Gangbanged 6“ с режисьор Аса Акира.
Включена е в сред 12-те порноактриси, попаднали в т. нар. „Мръснишка дузина на порното“, публикувана от списание „Пентхаус“.
Участва във видеоклипа на песента „Hollywood Douchebag“ на порноактрисата Бри Олсън.

## Личен живот
Форд живее в Манхатън, Ню Йорк.
През януари 2016 г. по време на учебен полет на курс за пилоти предприема аварийно кацане на управлявания от нея самолет на натоварена магистрала.

## Награди и номинации
Носителка на награди
- 2010: CAVR награда за звезда на договор.[18]
- 2013: AVN награда за най-добра секс сцена момче/момиче – „Тъмната страна на Алексис Форд“ (с Начо Видал).[19]

Номинации
- 2010: Финалистка за F.A.M.E. награда за любима нова звезда.[20]
- 2011: Номинация за AVN награда за най-добра нова звезда.[21]
- 2011: Номинация за XBIZ награда за нова звезда на годината.[22]
- 2013: Номинация за AVN награда за най-добра анална секс сцена – „Тъмната страна на Алексис Форд“ (с Лексингтън Стийл).[23]
- 2013: Номинация за AVN награда за най-добра секс сцена с двойно проникване – „Тъмната страна на Алексис Форд“ (с Вуду и Крис Строкс).[23]
- 2013: Номинация за AVN награда за най-добра орална секс сцена – „Тъмната страна на Алексис Форд“.[23]
- 2013: Номинация за AVN награда за най-добра POV секс сцена – „Тъмната страна на Алексис Форд“ (с Джулс Джордан).[23]
- 2013: Номинация за NightMoves награда за най-добро тяло.[24]
- 2014: Номинация за AVN награда за най-добра поддържаща актриса – „Just In Beaver Fever“.[25]

Други признания и отличия
- 2012: Пентхаус любимка за месец юни.[11]